# Графство Мец
Графството Мец (на френски: Comté de Metz) се създава от франкското графство Мецгау. През втората половина на 9 век то се управлява от род Герхардини, които едновременно притежават и графство Париж.
След Герхардините графството отива на Матфридите, които през 1047 г. получават херцогската титла в Горна Лотарингия. Графството Мец по-късно става владение на епископство Мец.
Теобалд I (1191 – 1220) от фамилията Дом Шатеноа е от 1213 г. херцог на Горна Лотарингия, също (de iure uxoris) граф на Мец (1215 – 1217) и граф на Дагсбург (1215 – 1217).